# Alderton (Wiltshire)
Alderton – wieś w Anglii, w hrabstwie Wiltshire. Leży 60 km na północny zachód od miasta Salisbury i 147 km na zachód od Londynu.